# Doce Colonias de Kobol
Las Doce Colonias de Kobol son doce planetas habitables ficticios de las series de televisión Battlestar Galactica, Battlestar Galactica (Reimaginada) y la precuela de ambas series Caprica.
Se trata de las Doce Colonias en las que se establecieron las doce tribus de la humanidad que salieron de Kobol, planeta que se considera el origen de la humanidad. En un principio fueron trece tribus, pero una se fue a un planeta llamado Tierra. 
Las Doce Colonias fueron ocupadas por los Cylons, y los humanos de las Doce Colonias (por lo menos 50.000 millones  en las nueva serie) fueron virtualmente exterminados al comienzo de ambas series. Menos de 50.000 supervivientes lograron escapar en una flota civil custodiados por la Battlestar Galactica. Según reveló Laura Roslin, los nombres de las colonias derivan del nombre de los signos del zodiaco.

## Colonias
En la serie original las doce tribus se establecieron en doce planetas diferentes de la galaxia ficticia Cyrannus. Como la Tierra también está en esta galaxia, es evidente que se trata de la Vía Láctea. La serie reimaginada nunca ha aclarado cuál es su posición relativa en el espacio, sin embargo el productor ejecutivo Ronald D. Moore ha declarado que todos los planetas se hallan en el mismo sistema estelar, como se describe en la serie original. Esto también se insinuó en el episodio piloto en varias ocasiones.
| Símbolo del zodiaco | Constelación | Nombre (1978) | Nombre (2003) | Símbolo de bandera (2003)   | Capital (2003)    | Equipos de Pirámide (2003)                 |
| ------------------- | ------------ | ------------- | ------------- | --------------------------- | ----------------- | ------------------------------------------ |
| Aquarius Symbol     | Acuario      | Aquarus       | Aquarion      | Aquarion Colony Flag Icon   | Ninguna           |                                            |
| Aries Symbol        | Aries        | Aeries        | Aerilon       | Símbolo de Aerilon          | Goath             |                                            |
| Cancer Symbol       | Cáncer       | Orion         | Canceron      | Canceron Colony Flag Icon   | Hades             | Canceron Hydras, Hades Vice, Mangala Krill |
| Capricorn Symbol    | Capricornio  | Caprica       | Caprica       | Caprica Colony Flag Icon    | Ciudad de Caprica | Bucaneros de Caprica                       |
| Gemini Symbol       | Gemini       | Gemoni        | Gemenon       | Gemenon Colony Flag Icon    | Oranu             |                                            |
| Leo Symbol          | Leo          | Leonis        | Leonis        | Leonis Colony Flag Icon     | Luminere          | Leonis Wildcats                            |
| Libra Symbol        | Libra        | Libris        | Libran        | Libran Colony Flag Icon     | Ninguna           | Ninguno                                    |
| Pisces Symbol       | Piscis       | Piscera       | Picon         | Picon Colony Flag Icon      | Queenstown        | Picon Panthers                             |
| Sagittarius Symbol  | Sagitario    | Sagitara      | Sagitarian    | Sagittaron Colony Flag Icon | Tawa              | Sagittaron Archers                         |
| Scorpio Symbol      | Escorpio     | Scorpion      | Scorpia       | Scorpia Colony Flag Icon    | Celeste           |                                            |
| Taurus Symbol       | Tauro        | Taura         | Tauron        | Tauron Colony Flag Icon     | Hypatia           | Tauron Bulls, Olympia Stallions            |
| Virgo Symbol        | Virgo        | Virgon        | Virgon        | Virgon Colony Flag Icon     | Boskirk           | Boskirk All Reds                           |